# グレイプ (衛星)
グレイプ (Saturn LI Greip) は、土星の第51衛星である。逆行軌道で土星を公転する不規則衛星で、北欧群に属する。
2006年3月6日に、スコット・S・シェパード、デビッド・C・ジューイット、ジャン・クリーナ、ブライアン・マースデンらの観測チームによって発見された。観測にはすばる望遠鏡が用いられている。発見は同年6月30日に国際天文学連合のサーキュラーで公表され、S/2006 S 4 という仮符号が与えられた。
その後2007年9月30日に、北欧神話に登場する巨人ゲイルロズの娘の1人、グレイプに因んで命名され、Saturn LI という確定番号が与えられた。
アルベドを 0.04 と仮定すると、グレイプは直径が 6 km と推定される。土星からの平均の軌道距離は 18,457,000 キロメートルほどであり、937.14 日かけて一周する。 軌道傾斜角は 174.800° と逆行しており、離心率は 0.3146 と推定される。